# Madelyne Anderson
Madelyne „Maddie“ May Anderson (* 26. Dezember 2001 in Palm Beach Gardens, Florida) ist eine US-amerikanische Beachvolleyballspielerin.

## Karriere
Mit ihren Schwestern zusammen erhielt die Floridianerin als Achtjährige Homeschooling, um Reisen zu Beachvolleyballveranstaltungen in den USA zu ermöglichen. 2018 startete sie zum ersten Mal bei der Qualifikation eines AVP Turniers. Eine Saison später überstanden sie und Caitlin Moon die erste Qualibegegnung in Austin und wurden nach der anschließenden Niederlage Siebenundzwanzigste. Im gleichen Jahr wurde Madelyne Anderson als Absolventin der Palm Beach Gardens Schule zur American Volleyball Coaches Association (AVCA) First Team High School All American ausgewählt.

### Universitätskarriere
Als Freshman gewann die Studentin im Team der Florida State University zwölf ihrer dreizehn Begegnungen in verschiedenen Konstellationen. Da sie die Spielzeit vorzeitig beenden musste, durfte sie 2021 als Redshirt Freshman antreten. Sie erreichte mit 32 Siegen in einer Saison den geteilten neunzehnten Rang aller jemals gelisteten Ergebnisse der Hochschule. Mit Sara Putt stand sie dabei 26 Mal auf der gleichen Seite des Netzes und verlor mit ihr nur drei Spiele. Als Sophomore bestritt Anderson von 43 Partien 41 mit Brook Bauer auf Feld eins und eine weitere auf Feld zwei. Die 30 Spielgewinne mit dieser Partnerin führten zu den Auszeichnungen als CCSA All-Academic-, All-Conference- und All-Tournament-Team. Zusätzlich wurden die beiden als AVCA First Team All-American geehrt. Die insgesamt 30 Siege auf Court eins (29 mit Bauer und einer mit einer anderen Spielerin) waren die viertmeisten jemals erkämpften an der Florida State auf diesem Spielfeld. Das Nummer eins Team der Bildungsstätte war  darüber hinaus mit wichtigen Siegen in den Play-offs entscheidend daran beteiligt, dass die Seminoles im Endspiel der NCAA Championships standen. Als Junior kamen 24 gewonnene Paarungen mit Paige Kalkhoff, vier mit Jordan Polo und eine mit Cassie Anderson hinzu. In dieser Saison belegte die Florida State den geteilten dritten Rang in der Meisterschaft. In ihrem letzten Jahr an der Uni gelang Maddie eine 23–8 Bilanz und sie trug mit Siegen in den Finalspielen wesentlich zum Gewinn der CCSA Meisterschaft bei.

### Karriere FIVB und AVP
Nicole Nourse und die im Palm Beach County aufgewachsene Sportlerin belegten nach den Siegen über die Deutschen Schieder / Schürholz, die Thailänderinnen Choemphun / Senanikhom und die Australierinnen Stevens/Fejes den geteilten neunten Platz bei der U21-Weltmeisterschaft 2021 in Phuket. Sieben Monate später gelang der Blockspielerin mit Molly Shaw der erste Sieg bei einer FIVB Veranstaltung. Beim Futures in Cirò Marina standen die US-Amerikanerinnen auf der obersten Stufe des Treppchens. Es folgte ein Sieg bei der NORCECA Continental Tour und der bis dahin wertvollste Erfolg mit der Finalteilnahme beim zweiten Challenge in Dubai. Nach dem zweiten Platz im Pool eliminierten die US-Amerikanerinnen Wang/Zhu, Körtzinger/Kunst und Naraphornrapat/Kongphopsarutawadee, ehe sie Isabel Schneider und Julia Sude unterlagen. 2023 kam der erste Podestplatz bei der amerikanischen Beachserie hinzu. In Hermosa Beach belohnten sich Shaw und Anderson mit der Bronzemedaille.
2024 startete Madelyne Anderson zunächst mit Carly Kan und siegte mit ihr beim Futures in Sveti Vlas. Nach dem Wechsel zur Partnerin aus Hochschulzeiten gab es weitere Erfolge bei gleichwertigen Wettbewerben. In Halifax und Castellón erhielten Brook Bauer und Maddie Anderson die Goldmedaillen. Bei drei Challenger Teilnahmen zum Abschluss des Jahres in Haikou, Chennai und Nuvali wurden die ehemaligen Kommilitoninnen Siebte in China, Fünfte in Indien und Dreizehnte auf den Philippinen.

## Auszeichnungen
- 2019: AVCA First Team High School All American
- 2021: Volleyball Magazine All-American Second-Team with Alaina Chacon
- 2022: collegebeachvb.com Breakthrough Player of the Year
- 2022: AVCA All-American First-Team mit Brook Bauer
- 2023: AVCA All-American First-Team mit Paige Kalkhoff[5]
- 2024: CCSA Preseason Player of the Year
- 2024: AVCA All-American Second-Team[4]

## Privates
Dr. William Anderson und Dr. Marianne May, die Volleyball und Softball zu Studienzeiten spielte, anschließend fünfzehn Jahre auf Sandplätzen unterwegs war und zeitweise ihre Töchter trainierte und begleitete, sind die Eltern der Sportlerin. Ihre Geschwister heißen Emmy, Erik, Jared und Cassie. Letztere war wie ihre jüngere Schwester ebenfalls an der Florida State als Beachvolleyballerin aktiv. Madelyne Anderson schloss die Hochschule mit dem Master of Business Administration - MBA Finanzwesen ab. 2023 war das erreichte Ziel der Bachelor im Hauptfach Finanzen und dem Nebenfach Wirtschaftsanalytik.